# West Wratting
West Wratting är en ort och civil parish i Storbritannien.   Den ligger i distriktet South Cambridgeshire i grevskapet Cambridgeshire i riksdelen England, i den sydöstra delen av landet, 80 km norr om huvudstaden London. West Wratting ligger 120 meter över havet och antalet invånare är 436.
Terrängen runt West Wratting är huvudsakligen platt. West Wratting ligger uppe på en höjd. Runt West Wratting är det ganska tätbefolkat, med 144 invånare per kvadratkilometer. Närmaste större samhälle är Cambridge, 16,9 km väster om West Wratting. Trakten runt West Wratting består till största delen av jordbruksmark.